# Elwell-Parker Electric Company

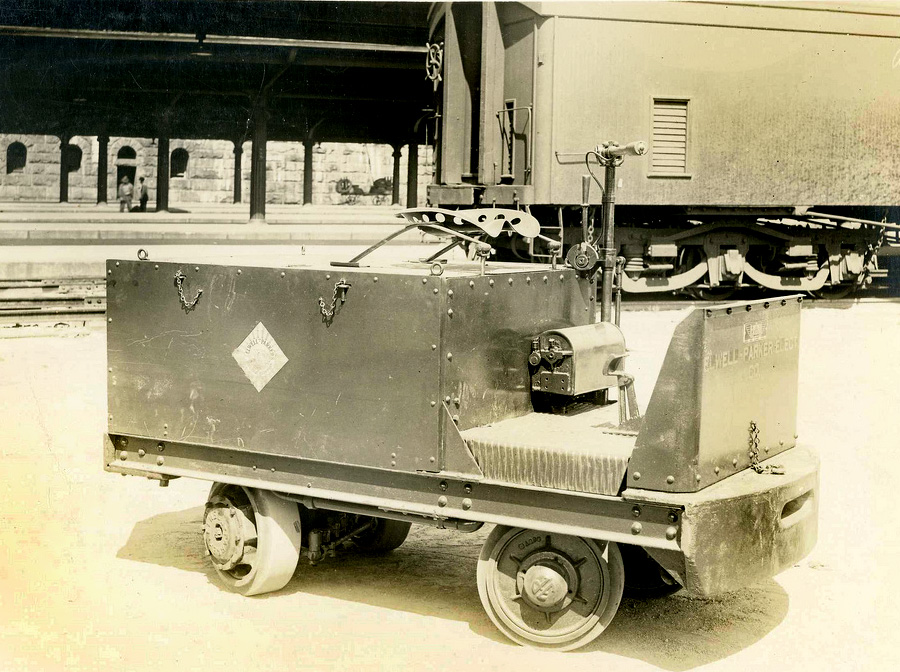
Elektrisches Transportfahrzeug aus der Zeit des Ersten Weltkriegs

Elwell-Parker Electric Company ist ein US-amerikanisches Unternehmen.

## Unternehmensgeschichte
Das Unternehmen wurde am 6. Juli 1893 in Cleveland in Ohio gegründet. Es produzierte Zubehörteile für andere Elektroautohersteller. Zwischen 1905 und 1908 entstanden einzelne Personenkraftwagen, die Elwell-Parker genannt wurden. Nutzfahrzeuge gab es von 1906 bis 1908.
1909 erfolgte die Übernahme durch die Anderson Carriage Company. Später war Hoist Liftruck Inhaber. Seit 2010 gehört das Unternehmen zur H & K Equipment Company. Die Internetseite wurde im Februar 2014 erstellt.

## Produkte
Die Pkw der 1900er Jahre waren Elektroautos. Auch die Nutzfahrzeuge für den Straßenverkehr waren durchweg elektrisch betrieben. Hergestellt wurden Pritschenwagen mit Nutzlasten von 5 und 7,5 sh. tn.
Elektromotoren für Fahrzeuge nahm unter anderen die Parsons Electric Motor Carriage Company ab.
Im Angebot stehen Gabelstapler und Plattformwagen für die Intralogistik.